# Eptatretus carlhubbsi
Eptatretus carlhubbsi is een soort uit de familie der slijmprikken (Myxinidae).
Deze soort is beschreven op basis van enkele specimens die in musea opgeslagen liggen. Ze werden gevangen in het noorden van de Stille Oceaan. De dieren leven op grote diepte voor de kust van Guam, de Noordelijke Marianen de Hawaiaanse eilanden. Ze leven op de continentale helling tussen 481 en 1575 m diepte. Het is tevens een van de grootste ons bekende soorten slijmprikken.